# 红光树生小煤炱细小变种
红光树生小煤炱细小变种（学名：Meliola knemicola var．minor）是属于小煤炱目小煤炱科小煤炱属的一种真菌，寄生在肉豆蔻科植物上。该种分布于中国。